# Ministri dei trasporti e delle infrastrutture della Germania
I ministri dei trasporti e delle infrastrutture della Repubblica Federale Tedesca dal 1949 ad oggi sono i seguenti.

## Lista
| Ministro                                      | Ministro         | Ministro               | Partito                               | Governo             | Inizio            | Fine              |
| --------------------------------------------- | ---------------- | ---------------------- | ------------------------------------- | ------------------- | ----------------- | ----------------- |
| Trasporti                                     |                  |                        |                                       |                     |                   |                   |
|                                               |                  | Hans-Christoph Seebohm | Unione Cristiano Democratica          | Governo Adenauer I  | 20 settembre 1949 | 20 ottobre 1953   |
| Governo Adenauer II                           | 20 ottobre 1953  | Hans-Christoph Seebohm | Unione Cristiano Democratica          | 29 ottobre 1957     |                   |                   |
| Governo Adenauer III                          | 29 ottobre 1957  | Hans-Christoph Seebohm | Unione Cristiano Democratica          | 14 novembre 1961    |                   |                   |
| Governo Adenauer IV                           | 14 novembre 1961 | Hans-Christoph Seebohm | Unione Cristiano Democratica          | 14 dicembre 1962    |                   |                   |
| Governo Adenauer V                            | 14 dicembre 1962 | Hans-Christoph Seebohm | Unione Cristiano Democratica          | 11 ottobre 1963     |                   |                   |
| Governo Erhard I                              | 17 ottobre 1963  | Hans-Christoph Seebohm | Unione Cristiano Democratica          | 26 ottobre 1965     |                   |                   |
| Governo Erhard II                             | 26 ottobre 1965  | Hans-Christoph Seebohm | Unione Cristiano Democratica          | 30 novembre 1966    |                   |                   |
|                                               |                  | Georg Leber            | Partito Socialdemocratico di Germania | Governo Kiesinger   | 1º dicembre 1966  | 21 ottobre 1969   |
| Governo Brandt I                              | 22 ottobre 1969  | Georg Leber            | Partito Socialdemocratico di Germania | 7 luglio 1972       |                   |                   |
|                                               |                  | Lauritz Lauritzen      | Partito Socialdemocratico di Germania | Governo Brandt I    | 7 luglio 1972     | 15 dicembre 1972  |
| Governo Brandt II                             | 15 dicembre 1972 | Lauritz Lauritzen      | Partito Socialdemocratico di Germania | 16 maggio 1974      |                   |                   |
|                                               |                  | Kurt Gscheidle         | Partito Socialdemocratico di Germania | Governo Schmidt I   | 16 maggio 1974    | 14 dicembre 1976  |
| Governo Schmidt II                            | 14 dicembre 1976 | Kurt Gscheidle         | Partito Socialdemocratico di Germania | 4 novembre 1980     |                   |                   |
|                                               |                  | Volker Hauff           | Partito Socialdemocratico di Germania | Governo Schmidt III | 6 novembre 1980   | 1º ottobre 1982   |
|                                               |                  | Werner Dollinger       | Unione Cristiano Sociale              | Governo Kohl I      | 4 ottobre 1982    | 29 marzo 1983     |
| Governo Kohl II                               | 30 marzo 1983    | Werner Dollinger       | Unione Cristiano Sociale              | 11 marzo 1987       |                   |                   |
|                                               |                  | Jürgen Warnke          | Unione Cristiano Sociale              | Governo Kohl III    | 11 marzo 1987     | 21 aprile 1989    |
|                                               |                  | Friedrich Zimmermann   | Unione Cristiano Sociale              | Governo Kohl III    | 21 aprile 1989    | 18 gennaio 1991   |
|                                               |                  | Günther Krause         | Unione Cristiano Democratica          | Governo Kohl IV     | 18 gennaio 1991   | 13 maggio 1993    |
|                                               |                  | Matthias Wissmann      | Unione Cristiano Democratica          | Governo Kohl IV     | 18 gennaio 1991   | 17 novembre 1994  |
| Governo Kohl V                                | 17 novembre 1994 | Matthias Wissmann      | Unione Cristiano Democratica          | 26 ottobre 1998     |                   |                   |
| Trasporti, infrastrutture, edilizia abitativa |                  |                        |                                       |                     |                   |                   |
|                                               |                  | Franz Müntefering      | Partito Socialdemocratico di Germania | Governo Schröder I  | 27 ottobre 1998   | 29 settembre 1999 |
|                                               |                  | Reinhard Klimmt        | Partito Socialdemocratico di Germania | Governo Schröder I  | 29 settembre 1999 | 16 novembre 2000  |
|                                               |                  | Kurt Bodewig           | Partito Socialdemocratico di Germania | Governo Schröder I  | 20 novembre 2000  | 22 ottobre 2002   |
|                                               |                  | Manfred Stolpe         | Partito Socialdemocratico di Germania | Governo Schröder II | 22 ottobre 2002   | 22 novembre 2005  |
| Trasporti, infrastrutture, sviluppo urbano    |                  |                        |                                       |                     |                   |                   |
|                                               |                  | Wolfgang Tiefensee     | Partito Socialdemocratico di Germania | Governo Merkel I    | 22 novembre 2005  | 28 ottobre 2009   |
|                                               |                  | Peter Ramsauer         | Unione Cristiano Sociale              | Governo Merkel II   | 28 ottobre 2009   | 17 dicembre 2013  |
| Scorporo del dicastero                        |                  |                        |                                       |                     |                   |                   |
| Trasporti                                     |                  |                        |                                       |                     |                   |                   |
|                                               |                  | Alexander Dobrindt     | Unione Cristiano Sociale              | Governo Merkel III  | 17 dicembre 2013  | 14 marzo 2018     |
| Ambiente e infrastrutture                     |                  |                        |                                       |                     |                   |                   |
|                                               |                  | Barbara Hendricks      | Partito Socialdemocratico di Germania | Governo Merkel III  | 17 dicembre 2013  | 14 marzo 2018     |
| Trasporti                                     |                  |                        |                                       |                     |                   |                   |
|                                               |                  | Andreas Scheuer        | Unione Cristiano Sociale              | Governo Merkel IV   | 14 marzo 2018     | 8 dicembre 2021   |
| Trasporti, infrastrutture ed affari digitali  |                  |                        |                                       |                     |                   |                   |
|                                               |                  | Volker Wissing         | Partito Liberale Democratico          | Governo Scholz      | 8 dicembre 2021   | 6 maggio 2025     |
|                                               | Indipendente     | Volker Wissing         |                                       | Governo Scholz      | 8 dicembre 2021   | 6 maggio 2025     |
| Trasporti                                     |                  |                        |                                       |                     |                   |                   |
|                                               |                  | Patrick Schneider      | Unione Cristiano-Democratica          | Governo Merz        | 6 maggio 2025     | in carica         |